# タージール
タージール（アラビア語: تعزير）は、イスラーム刑法において、クルアーンに規定のあるハッド刑やキサース、ディーヤの適用されない犯罪に対する刑罰。裁判官がその罪状の重さに応じて刑を加えることができる。事実上イスラーム刑法において、人間が刑罰を改廃できる領域と重なっている。
現代ではハッド刑が科されるはずの窃盗犯などに対してタージール刑として欧米諸国などと同じ懲役刑が科される事が主流となっており、ハッド刑の縮小廃止に伴いタージール刑が実質上の刑事罰になっているイスラム教国が大半である。
これは原理主義の強いサウジアラビア、イランなどでも同様であり、実際に窃盗犯の大半に手足の切断刑が行われることは稀で、ほとんどがタージール刑として五年以下程度の懲役刑となっている。